# (36993) 2000 SM364
2000 SM364 (asteroide 36993) é um asteroide da cintura principal. Possui uma excentricidade de 0.08886570 e uma inclinação de 12.21159º.
Este asteroide foi descoberto no dia 20 de setembro de 2000 por LINEAR em Socorro.